# Клементин
Клементи́н (лат. Citrus × clementina) — гибрид двух видов растений рода Цитрус (Citrus) подсемейства Померанцевые (Aurantioideae) семейства Рутовые (Rutaceae) — мандарина (Citrus reticulata) и апельсина-королька (Citrus ×sinensis). Выведен в 1902 году французским миссионером и селекционером братом Клеманом (Виталем Родье) (1839—1904) в Алжире.
По информации базы данных The Plant List (2013), название Citrus clementina hort. имеет статус unresolved name, то есть относительно него нельзя однозначно сказать, следует ли его использовать как название самостоятельного вида — либо его следует свести в синонимику другого таксона.
Другой гибрид мандарина и апельсина, очень сходный с клементином — Мандора.

## Описание

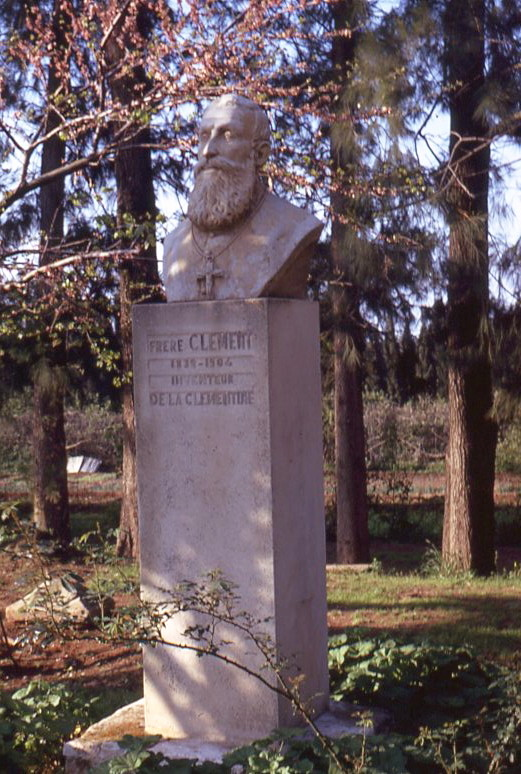
Надгробие священника Клемана в Миссергине, возле города Орана, Алжир.

Плоды клементина по форме напоминают мандарин, но на вкус более сладкие. Листья плотные, некрупные, на коротком, чуть крылатом черешке, с зазубринками по краю и острым концом. В пазухах листьев имеются небольшие колючки.
Они отличаются высоким содержанием биологически активных веществ, прежде всего аскорбиновой кислоты, каротиноидов, макро- и микроэлементов и биофлавоноидов. Плоды являются благоприятной средой для развития микроорганизмов.
Различают два типа клементинов:
- Бессемянный — произрастает в Северной Африке. Бессемянные версии клементина известны как обычные (бессемянные или практически бессемянные). Обычные клементины очень похожи на «Монреаль»; эти два типа практически идентичны с точки зрения особенностей дерева. Бессемянное клементиновое дерево несовместимо с самим собой; вот почему у плода так мало или совсем нет семян. Для опыления необходимо перекрёстное опыление.
- Монреаль — произрастает в Северной Африке. Клементины «Монреаль» могут самоопыляться и имеют семена. Клементины «Монреаль» в среднем крупнее бессемянных сортов, имеют более обильное цветение и более сладкие.

Существуют следующие региональные разновидности клементинов:
- Алжирский, оригинальный сорт Клемана Родье[6].
- Fina, испанский сорт, изначально выращиваемый на подвое горького апельсина, который придавал ему превосходный вкус, но из-за уязвимости для болезней теперь выращивается на более широком диапазоне подвоев, что влияет на вкусовой профиль.[6]
- Clemenules или Nules — популярный клементин без косточек, легко очищаемый от кожуры, с очень приятным сладким вкусом. Мутация сорта Fina, Nules является наиболее широко выращиваемым клементином в Испании, где он созревает с середины ноября до середины-конца января. Также широко выращивается в Калифорнии, где созревает с октября по декабрь[7]. Плоды без косточек крупнее сорта Fina, но менее сладкие[6].
- Clementine del Golfo di Taranto (клементины залива Таранто), бессемянный (практически) итальянский сорт, получивший в Европейском Союзе статус Защищённого географического указания (PGI), производимый вокруг Залива Таранто. У них сладкий вкус и интенсивный аромат[8].
- Clementine di Calabria (клементины Калабрии), ещё один итальянский сорт PGI, выращенный в регионе Калабрия[9].

Сочные, сладкие клементины хорошо хранятся в холоде; их засахаривают и добавляют в бренди, сок замораживают для шербета и смешивают с напитками. В Англии на клементинах делают ликёры и маринад. В Америке и Австралии популярен клементиновый кекс.